# Jean II de Vallery
Jean II de Vallery est le fils de Jean Ier de Vallery et le frère d'Erard de Vallery (de la Maison de Vendeuvre-sur-Barse). Jean de Vallery participe à la septième croisade. Il est capturé par les Sarrasins et sauvé par son frère.
Au cours de cette croisade, Jean de Vallery est un conseiller très écouté de Saint Louis dont Joinville parle à diverses reprises, lui donnant ce qualificatif : « le preud'homme ».